# Commentaire critique
Un commentaire critique est un exposé oral ou écrit où l'on doit approfondir un sujet à partir d'une citation, d'un extrait ou œuvre entière.
Le commentaire critique est un exercice dans plusieurs épreuves de fin secondaire et d'université. En Belgique, l'examen de français du CESS a comme exercice écrit un commentaire critique.
Le commentaire critique doit être à la fois objectif, car il rend les idées de l'auteur et subjectif en rajoutant son opinion personnelle.